# Autreville (Aisne)
Autreville is een gemeente in het Franse departement Aisne (regio Hauts-de-France) en telt 760 inwoners (1999). De plaats maakt deel uit van het arrondissement Laon.

## Geografie
De oppervlakte van Autreville bedraagt 3,5 km², de bevolkingsdichtheid is 217,1 inwoners per km².
De onderstaande kaart toont de ligging van Autreville (Aisne) met de belangrijkste infrastructuur en aangrenzende gemeenten.

## Demografie
Onderstaande figuur toont het verloop van het inwonertal (bron: INSEE-tellingen).

Vanwege een beveiligingsprobleem met de MediaWiki Graph-software is het momenteel niet mogelijk deze grafiek weer te geven. Zodra de software is bijgewerkt zal de grafiek vanzelf weer zichtbaar worden.